# Selatosomus theresae
Selatosomus theresae là một loài bọ cánh cứng trong họ Elateridae. Loài này được Tarnawski miêu tả khoa học năm 1995.